# Austria en los Juegos Europeos
Austria en los Juegos Europeos está representada por el Comité Olímpico Austríaco, miembro de los Comités Olímpicos Europeos. Ha obtenido un total de 39 medallas: 11 de oro, 14 de plata y 14 de bronce.

## Medalleros

### Por edición
| Evento        | Oro | Plata | Bronce | Total |
| ------------- | --- | ----- | ------ | ----- |
| Bakú 2015     | 3   | 6     | 4      | 13    |
| Minsk 2019    | 1   | 2     | 4      | 7     |
| Cracovia 2023 | 7   | 6     | 6      | 19    |
| TOTAL         | 11  | 14    | 14     | 39    |

### Por deporte
| Evento                | Oro | Plata | Bronce | Total |
| --------------------- | --- | ----- | ------ | ----- |
| Atletismo             | 1   | 0     | 1      | 2     |
| Breakdancing          | 0   | 0     | 1      | 1     |
| Ciclismo              | 0   | 2     | 2      | 4     |
| Escalada              | 1   | 0     | 1      | 2     |
| Judo                  | 0   | 0     | 3      | 3     |
| Karate                | 2   | 2     | 0      | 4     |
| Natación              | 2   | 1     | 0      | 3     |
| Natación sincronizada | 2   | 1     | 1      | 4     |
| Piragüismo            | 0   | 2     | 0      | 2     |
| Salto en esquí        | 3   | 2     | 1      | 6     |
| Tenis de mesa         | 0   | 0     | 1      | 1     |
| Tiro                  | 0   | 2     | 3      | 5     |
| Triatlón              | 0   | 1     | 0      | 1     |
| Vóley playa           | 0   | 1     | 0      | 1     |
| TOTAL                 | 11  | 14    | 14     | 39    |